# Hortebrekka
Hortebrekka ist ein von Spalten durchzogenes Gletscherfeld im ostantarktischen Königin-Maud-Land. In der Hoelfjella liegt es am Ostrand des Horteriset unmittelbar westlich der Weyprechtberge.
Erste Luftaufnahmen entstanden bei der Deutschen Antarktischen Expedition 1938/39 unter der Leitung von Alfred Ritscher. Norwegische Kartographen, die das Gletscherfeld in Anlehnung an die Benennung des Horteriset benannten, kartierten es anhand von Vermessungen und Luftaufnahmen der Dritten Norwegischen Antarktisexpedition (1956–1960). 